# Cross (album)
Cross (reso graficamente come †) è il primo album in studio del gruppo musicale francese Justice, pubblicato l'11 giugno 2007 dalla Ed Banger Records.

## Descrizione
L'album, dato il successo ottenuto in precedenza dai due singoli D.A.N.C.E. e Waters of Nazareth, generò molta attesa tra il pubblico (che arrivò a paragonarli ai Daft Punk), tanto che alla sua pubblicazione riscosse un gran successo all'interno della scena electro mondiale. Il disco è caratterizzato da influenze rock. All'album è stato abbinato un tour caratterizzato da alcune date da New York a Melbourne.

## Tracce
1. Genesis – 3:54
2. Let There Be Light – 4:55
3. D.A.N.C.E. – 4:02
4. Newjack – 3:36
5. Phantom – 4:22
6. Phantom Pt. II – 3:20
7. Valentine – 2:56
8. Tthhee Ppaarrttyy (featuring Uffie) – 4:03
9. DVNO (featuring Mehdi Pinson) – 3:56
10. Stress – 4:58
11. Waters of Nazareth – 4:25
12. One Minute to Midnight – 3:41

Traccia bonus nell'edizione giapponese
1. D.A.N.C.E. (Rehearsal Version) – 4:29

## Classifiche
| Classifica (2007/08) | Posizione massima |
| -------------------- | ----------------- |
| Austria              | 71                |
| Belgio (Fiandre)     | 33                |
| Belgio (Vallonia)    | 29                |
| Francia              | 11                |
| Germania             | 56                |
| Norvegia             | 25                |
| Paesi Bassi          | 77                |
| Regno Unito          | 49                |
| Svizzera             | 36                |

## Date di pubblicazione
| Paese       | Data           |
| ----------- | -------------- |
| Europa      | 11 giugno 2007 |
| Stati Uniti | 10 luglio 2007 |